# Herzberg (Elster)

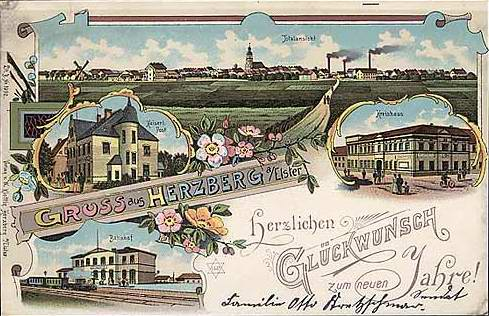
Herzberg 1899

Herzberg (Elster) ist die Kreisstadt im Westen des Landkreises Elbe-Elster in Brandenburg. Herzberg (Elster) ist Mitglied der Arbeitsgemeinschaft „Städte mit historischen Stadtkernen“ des Landes Brandenburg. Sie bildet eines der drei Mittelzentren des Landkreises.

## Geografie
Herzberg liegt in dem von der Schwarzen Elster gebildeten Tiefland voller Bäche und Fließe. Insbesondere nach Westen (zur Elbe) und Süden setzt sich dieses Landschaftsbild fort.

### Geografische Lage
Die Stadt Herzberg liegt an der Schwarzen Elster etwa 90 Kilometer südlich von Berlin an der Grenze zu Sachsen-Anhalt und Sachsen. Im Ortsteil Züllsdorf befindet sich das geografische Dreiländereck. In Herzberg treffen die B 87 und B 101 aufeinander.

### Nachbargemeinden
Herzberg grenzt an folgende Gemeinden (im Uhrzeigersinn, von Norden beginnend): Schönewalde, Kremitzaue, Schlieben, Uebigau-Wahrenbrück, Falkenberg/Elster, Beilrode und Annaburg.

## Stadtgliederung
Das Stadtgebiet umfasst laut Hauptsatzung:
- die Kernstadt Herzberg (Elster) mit den bewohnten Gemeindeteilen Bicking, Frauenhorst, Friedrichsluga und Neunaundorf

sowie die Ortsteile
- Arnsnesta
- Borken
- Buckau
- Fermerswalde
- Friedersdorf
- Gräfendorf
- Löhsten
- Mahdel
- Osteroda mit dem bewohnten Gemeindeteil Redlin
- Rahnisdorf
- Züllsdorf

Dazu kommen die Wohnplätze Alt Herzberg, Grochwitz, Kaxdorf, Kleinesee und Waldmühle.
Eingemeindungen
Am 1. Juli 1950 wurden zwei ehemalige Gemeinden eingegliedert. Neunaundorf folgte am 1. Januar 1960. Am 1. Januar 1974 kamen drei weitere Orte hinzu. Schließlich wurden am 31. Dezember 2001 insgesamt zehn Orte eingegliedert.
| Ehemalige Gemeinde | Datum      | Anmerkung                   |
| ------------------ | ---------- | --------------------------- |
| Alt Herzberg       | 01.10.1938 |                             |
| Arnsnesta          | 31.12.2001 |                             |
| Bicking            | 01.01.1974 |                             |
| Borken             | 31.12.2001 |                             |
| Buckau             | 31.12.2001 |                             |
| Fermerswalde       | 31.12.2001 |                             |
| Frauenhorst        | 01.01.1974 |                             |
| Friedersdorf       | 31.12.2001 |                             |
| Friedrichsluga     | 01.01.1974 |                             |
| Gräfendorf         | 31.12.2001 |                             |
| Grochwitz          | 01.07.1950 |                             |
| Kaxdorf            | 01.07.1950 |                             |
| Löhsten            | 31.12.2001 |                             |
| Mahdel             | 31.12.2001 |                             |
| Neunaundorf        | 01.01.1960 |                             |
| Osteroda           | 31.12.2001 |                             |
| Rahnisdorf         | 31.12.2001 |                             |
| Redlin             | 22.03.1970 | Eingemeindung nach Osteroda |
| Züllsdorf          | 31.12.2001 |                             |

## Name
Der Ort wurde zuerst als Hirthsbergh, dann als Hirzberg bezeichnet. Dieses leitete sich von * Hirschberg, vom Hirsch ab. Dieser ist bis heute das Wappentier der Stadt. Später wurde der Name zu Herzberg.

## Geschichte

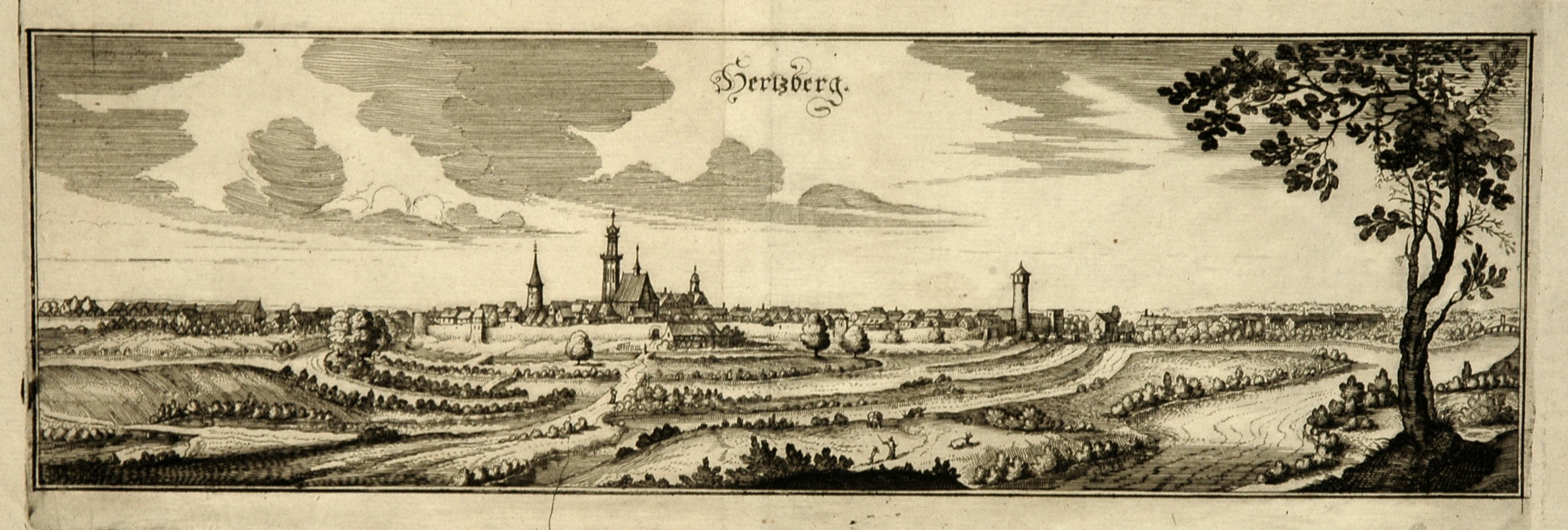
Herzberg um 1650

### Mittelalter
Von 1239 ist die älteste Erwähnung des Ortes erhalten. Archäologische und dendrochronologische Untersuchungen lassen eine Entstehung um 1215 vermuten. Jedoch hatte man sich lange Zeit auf eine Urkunde berufen, nach der der Ort angeblich schon 1184 existiert haben soll. Eine Überprüfung der Angaben ergab, dass besagte Urkunde nicht existiert und  Herzberg erst viel später eine bedeutende Rolle in der Region spielte.
Graf Friedrich II. von Brehna verfügte zunächst nur über die Schutzherrschaft über das Gebiet, später nahm er es als erledigtes Lehen in seinen Besitz. Vermutlich waren es niederländische Wasserbauern, welche Gräben und Wälle um die Stadt anlegten, um die Stadt auszubauen und zu befestigen; es handelte sich dabei um Lapine, Mühlgraben, Nord- und Südpromenade.
Nach dem Tod von Graf Otto III. (IV.) von Brehna († 1290) übertrug König Rudolf am 31. August 1290 die Grafschaft Brehna mit der Stadt Herzberg als erledigtes Lehen an die Wettiner in Wittenberg, den Askanierherzog Rudolf I. Die Bürgerschaft erwirkte es, die Stadt als Kurstadt dem Fürsten zu unterstellen.
1361 erwarb die Stadt Herzberg das Privileg über den Salzmarkt. Der mittelalterliche Fernhandel von Leipzig über Torgau führte an Herzberg vorbei nach Frankfurt/Oder. 1467 erwarb die Stadt vom Kurfürsten die Gerichtsbarkeit über Hals und Hand. Die Stadt besaß Geleitsfreiheit im gesamten Kurfürstentum Sachsen, pachtete aber 1558 das „Haupt und Beigeleit“ an der Straße Leipzig–Frankfurt/Oder.

### 16. bis 18. Jahrhundert
Schon 1522 wurde der evangelische Gottesdienst in deutscher Sprache durch Johannes Wagner eingeführt. Philipp Melanchthon verfasste 1538 eine Schulordnung für das hier ansässige Gymnasium, die im Laufe des 16. Jahrhunderts in ganz Deutschland übernommen wurde.
Herzberg gilt als eine der wenigen deutschen Städte, die während des Dreißigjährigen Krieges 1618 bis 1648 aufgrund eines umfangreichen Fluss- und Grabensystems nicht erobert werden konnte.
Ein Stadtbrand zerstörte 1757 große Teile des Ortes.

### 19. Jahrhundert
Mit dem Wiener Kongress von 1815 kam Herzberg zu Preußen und wurde 1816 Kreisstadt des Kreises Schweinitz der Provinz Sachsen.

### Weimarer Republik und NS-Zeit
Die NSDAP trat 1929 zur Wahl des Herzberger Stadtparlaments noch nicht an, obwohl es eine Ortsgruppe bereits von 1924 an gab. Bürgermeister war bis 1933 Walter Sourell von der Deutschnationalen Volkspartei. Bei der Wahl zum Reichstag 1933 bekam die NSDAP 57,7 Prozent der Stimmen.

### Deutschlandsender III 1939–1945

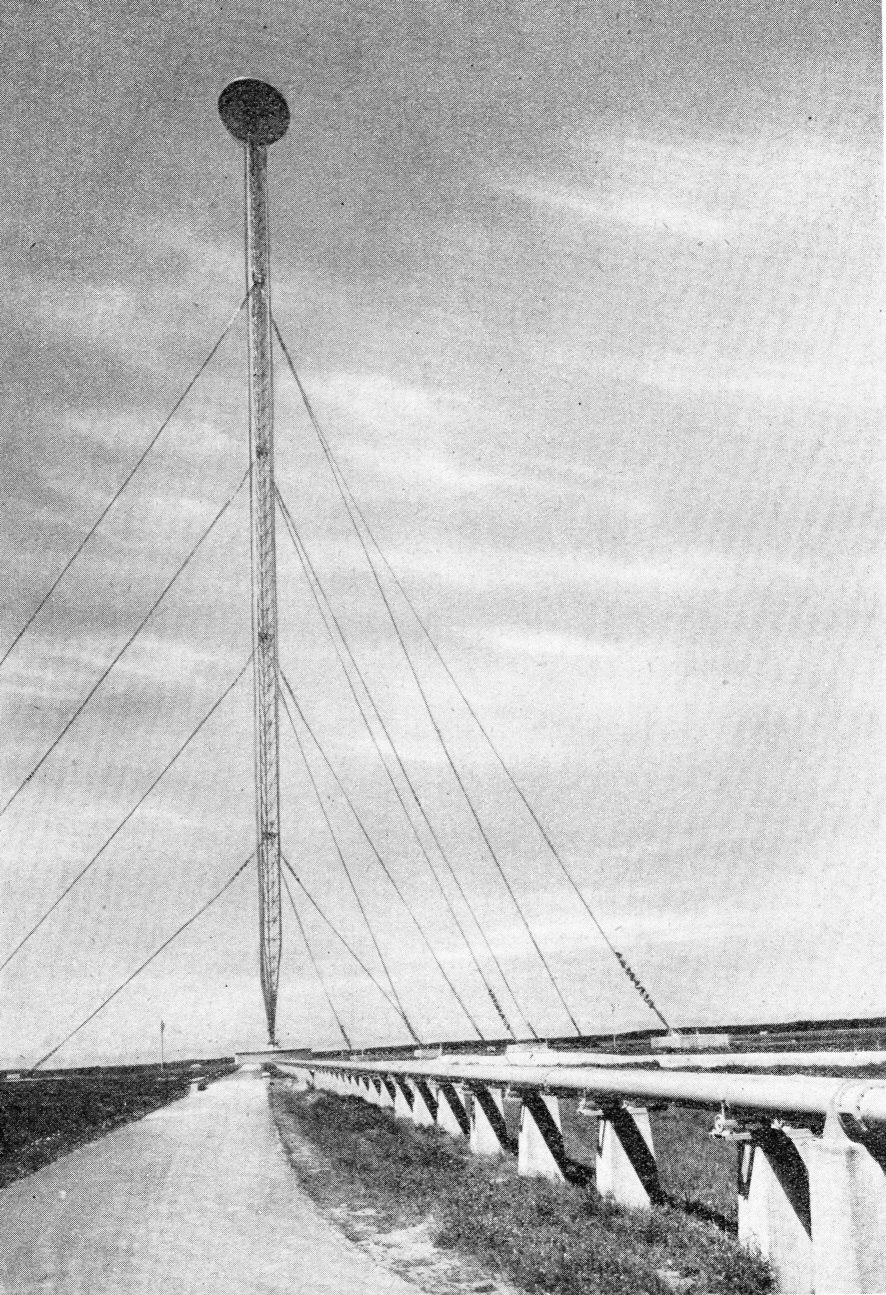
Deutschlandsender III um 1940

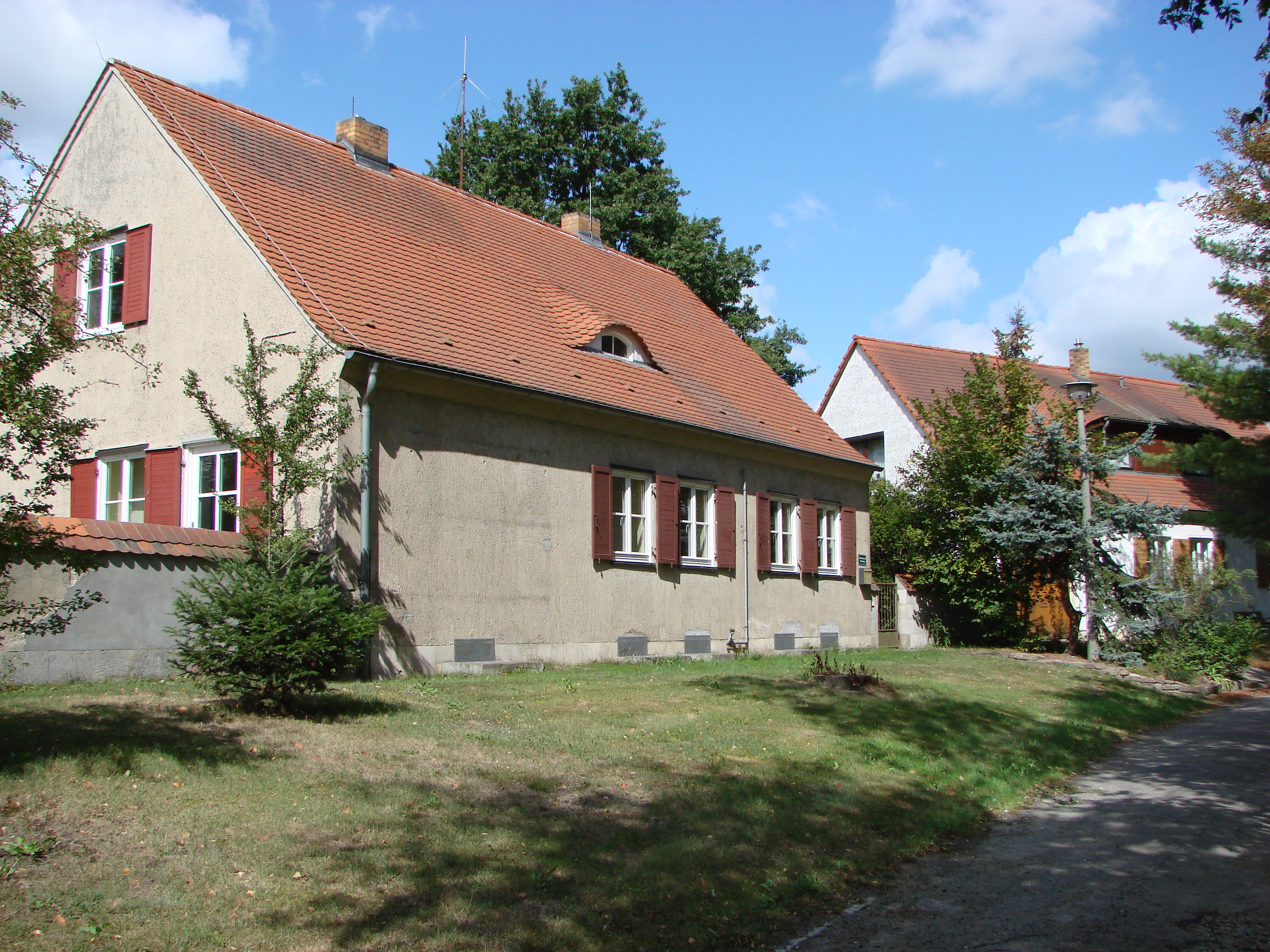
Wohnhaus in der Siedlung Am Sender

Herzberg war von 1939 bis 1945 Standort des Deutschlandsenders III. Die Sendeanlage verbreitete auf Langwelle 191 kHz das Programm des Deutschlandsenders. Als Antenne diente ein abgespannter selbststrahlender Sendemast, der ohne Dachkapazität 325 Meter hoch war. Er trug auf der Spitze eine 4 Meter hohe linsenförmige Dachkapazität mit 25 Metern Durchmesser, die innen begehbar war.
Da dieser Mast zudem noch auf einem 8 Meter hohen Abstimmhaus stand, besaß die gesamte Konstruktion eine Höhe von 337 Metern und war zum damaligen Zeitpunkt das zweithöchste Bauwerk der Erde. Bemerkenswert war auch, dass dieser Mast über keine Flugsicherheitsbefeuerung verfügte. Stattdessen wurde während der Nachtstunden seine Spitze von drei auf kleinen Masten montierten rotierenden Scheinwerfern angestrahlt. Bei einem Luftangriff wurde der Deutschlandsender III am 21. April 1945 stark beschädigt und damit unbrauchbar, obwohl der Mast unbeschädigt blieb. Nach Kriegsende wurden die gesamten technischen Anlagen von Truppen der Roten Armee und hinzugezogener Zivilbevölkerung demontiert. Überreste der Sendeanlage sind heute noch vorhanden. Zudem erinnert noch der Straßenname „Am Sender“ und die dort erhaltene Wohnsiedlung der Mitarbeiter an den ehemaligen Standort des Deutschlandsenders III. Wo der Mast wiederaufgebaut wurde, ist nicht bekannt. Gelegentlich wird behauptet, dass er in Raszyn wiederaufgebaut worden sei, wofür aber konkrete Belege fehlen.

### Seit 1945
Mit der Neugliederung der Bezirke und Landkreise in der DDR im Jahr 1952 blieb Herzberg Kreisstadt des neu gegründeten Kreises Herzberg im Bezirk Cottbus.
1990 wurde es in das neue Bundesland Brandenburg eingegliedert, obwohl es historisch eigentlich zu Sachsen-Anhalt gehört hätte. Seit der Kreisreform 1993 ist Herzberg Kreisstadt des Landkreises Elbe-Elster.

## Bevölkerungsentwicklung
| Jahr | Einwohner |
| ---- | --------- |
| 1875 | 4 009     |
| 1890 | 4 465     |
| 1910 | 3 927     |
| 1925 | 3 813     |
| 1933 | 4 263     |
| 1939 | 5 217     |

| Jahr | Einwohner |
| ---- | --------- |
| 1946 | 6 635     |
| 1950 | 7 415     |
| 1964 | 7 503     |
| 1971 | 8 291     |
| 1981 | 8 800     |
| 1985 | 8 851     |

| Jahr | Einwohner |
| ---- | --------- |
| 1990 | 0 9 315   |
| 1995 | 0 9 041   |
| 2000 | 0 8 504   |
| 2005 | 10 930    |
| 2010 | 0 9 982   |
| 2015 | 0 9 067   |

| Jahr | Einwohner |
| ---- | --------- |
| 2020 | 8 776     |
| 2021 | 8 711     |
| 2022 | 8 766     |
| 2023 | 8 720     |
| 2024 | 8 732     |

 Gebietsstand des jeweiligen Jahres, Einwohnerzahl: Stand 31. Dezember (ab 1990), ab 2011 auf Basis des Zensus 2011, ab 2022 auf Basis des Zensus 2022 
Die Zunahme der Einwohnerzahl 2005 ist auf die Eingemeindung von zehn Orten im Jahr 2001 zurückzuführen.

## Politik

### Stadtverordnetenversammlung

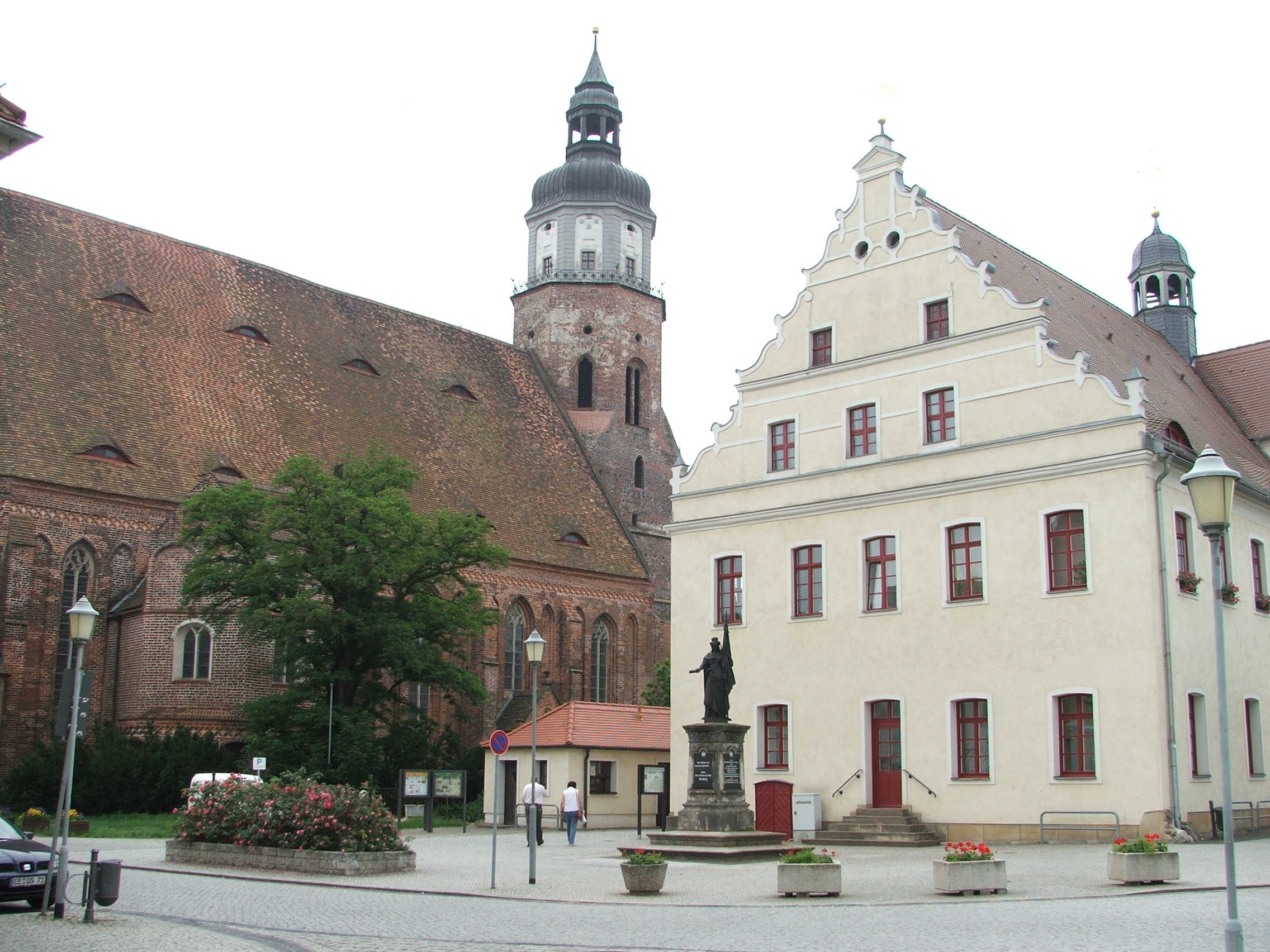
Rathaus und Marienkirche

Die Stadtverordnetenversammlung von Herzberg besteht aus 18 Stadtverordneten und dem hauptamtlichen Bürgermeister. Die Kommunalwahl am 9. Juni 2024 führte bei einer Wahlbeteiligung von 68,2 % zu folgendem Ergebnis:
| Partei / Wählergruppe                            | Stimmenanteil 2019 | Sitze 2019 |  | Stimmenanteil 2024 | Sitze 2024 |
| ------------------------------------------------ | ------------------ | ---------- |  | ------------------ | ---------- |
| Herzberg zählt (HZ)                              | 23,3 %             | 4          |  | 28,1 %             | 5          |
| Ländliche WählerGruppe Kreisstadt Herzberg (LWG) | 42,2 %             | 8          |  | 21,9 %             | 4          |
| AfD                                              | 10,4 %             | 2          |  | 22,6 %             | 4          |
| CDU                                              | 09,2 %             | 2          |  | 14,0 %             | 3          |
| SPD                                              | 08,6 %             | 1          |  | 07,4 %             | 1          |
| Die Linke                                        | –                  | –          |  | 02,7 %             | 1          |
| Initiative Herzberg (IH)                         | –                  | –          |  | 02,6 %             | –          |
| FDP                                              | –                  | –          |  | 00,6 %             | –          |
| Einzelbewerber Mario Lehmann                     | 05,6 %             | 1          |  | –                  | –          |
| NPD                                              | 00,6 %             | –          |  | –                  | –          |
| Insgesamt                                        | 100 %              | 18         |  | 100 %              | 18         |

### Bürgermeister
- 1994–2018: Michael Oecknigk (CDU)[12]
- seit 2018: Karsten Eule-Prütz (parteilos)

Eule-Prütz wurde in der Bürgermeisterwahl am 24. September 2017 mit 63,7 Prozent der gültigen Stimmen gewählt. Er trat sein Amt am 6. Januar 2018 an. Seine Amtszeit beträgt acht Jahre.

### Wappen
| Wappen von Herzberg (Elster) | Blasonierung: „In Silber auf grünem Dreiberg ein schreitender roter Hirsch (mit 12 Enden).“ |
| Wappen von Herzberg (Elster) | Wappenbegründung: Namen und Wappen erhielt der Ort durch Dietrich von Brehna, der hier 1254 eine Münzstätte betrieb und sein Wappentier der Stadt gab. Es ist ein redendes Wappen, denn es stützt sich auf den Ortsnamen, der ursprünglich „Hirschberg“ bedeutete. Das Wappenbild mit der Umschrift: „SECRETVM HERCZBERCH“ ist erstmals an einer Urkunde des Jahres 1391 zu sehen. Den Ortsnamen versucht eine Sage zu erklären, wonach Albrecht der Bär auf einer Jagd einen Kapitalhirsch erlegte, an der Schußstelle die Stadt gründete und sie Hirschberg nannte. Das Wappen wurde am 19. Januar 1993 genehmigt. |

### Flagge
Die Flagge der Stadt ist weiß-grün-gelb (1:1:1) gestreift und mittig mit dem Stadtwappen belegt, das in seinem Bereich die Randstreifen teilweise überdeckt.

### Dienstsiegel
Das Dienstsiegel zeigt das Wappen der Stadt mit der Umschrift: „STADT HERZBERG (ELSTER) • LANDKREIS ELBE-ELSTER“.

### Städtepartnerschaften

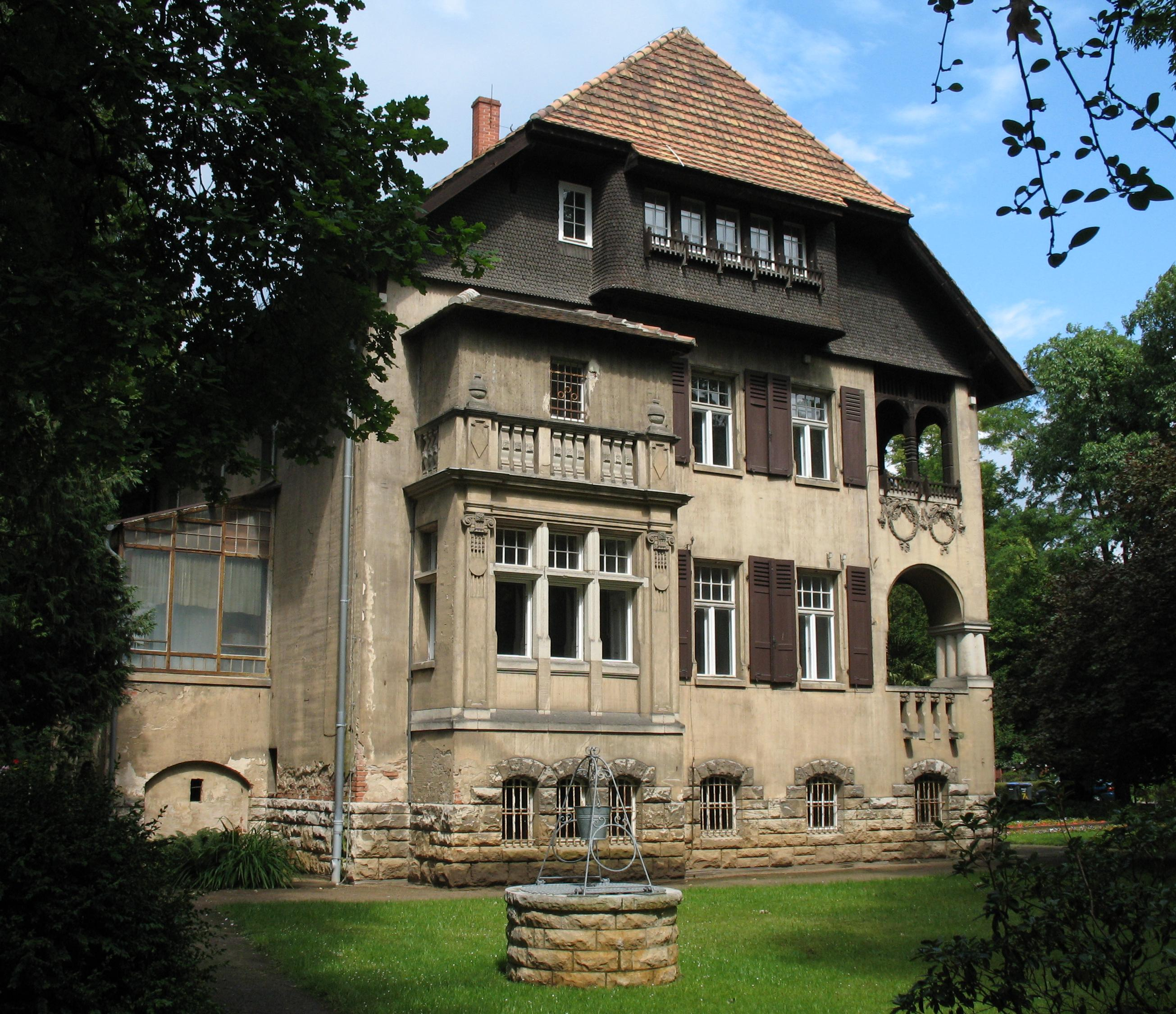
Villa Marx

Partnerstädte von Herzberg sind:
- Büdingen in Hessen
- Świebodzin in Polen
- Dixon (Illinois) in den USA
- Soest in Nordrhein-Westfalen

## Sehenswürdigkeiten und Kultur
In der Liste der Baudenkmale in Herzberg (Elster) und in der Liste der Bodendenkmale in Herzberg (Elster) stehen die in der Denkmalliste des Landes Brandenburg eingetragenen Kulturdenkmäler.

### Bauwerke

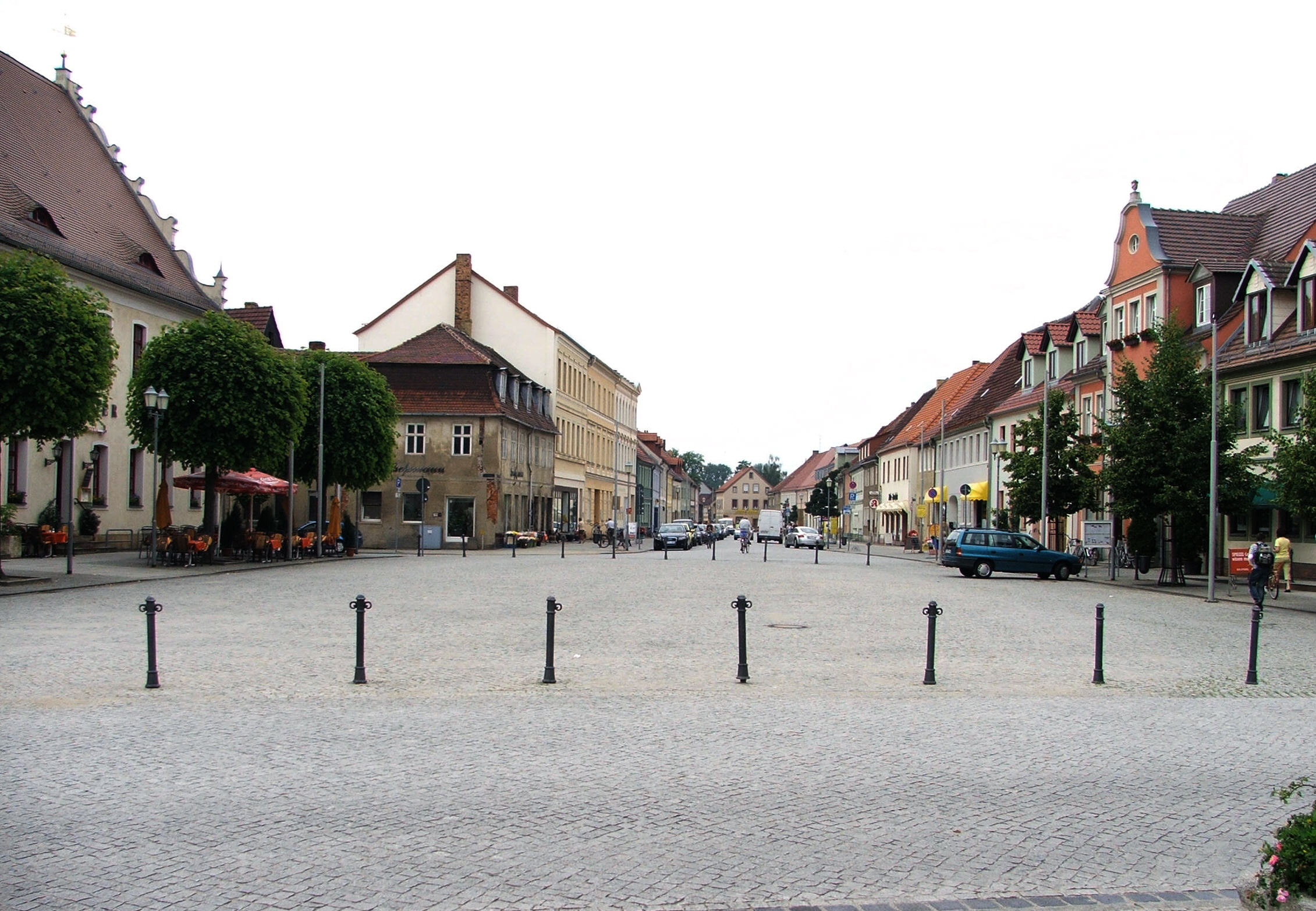
Markt

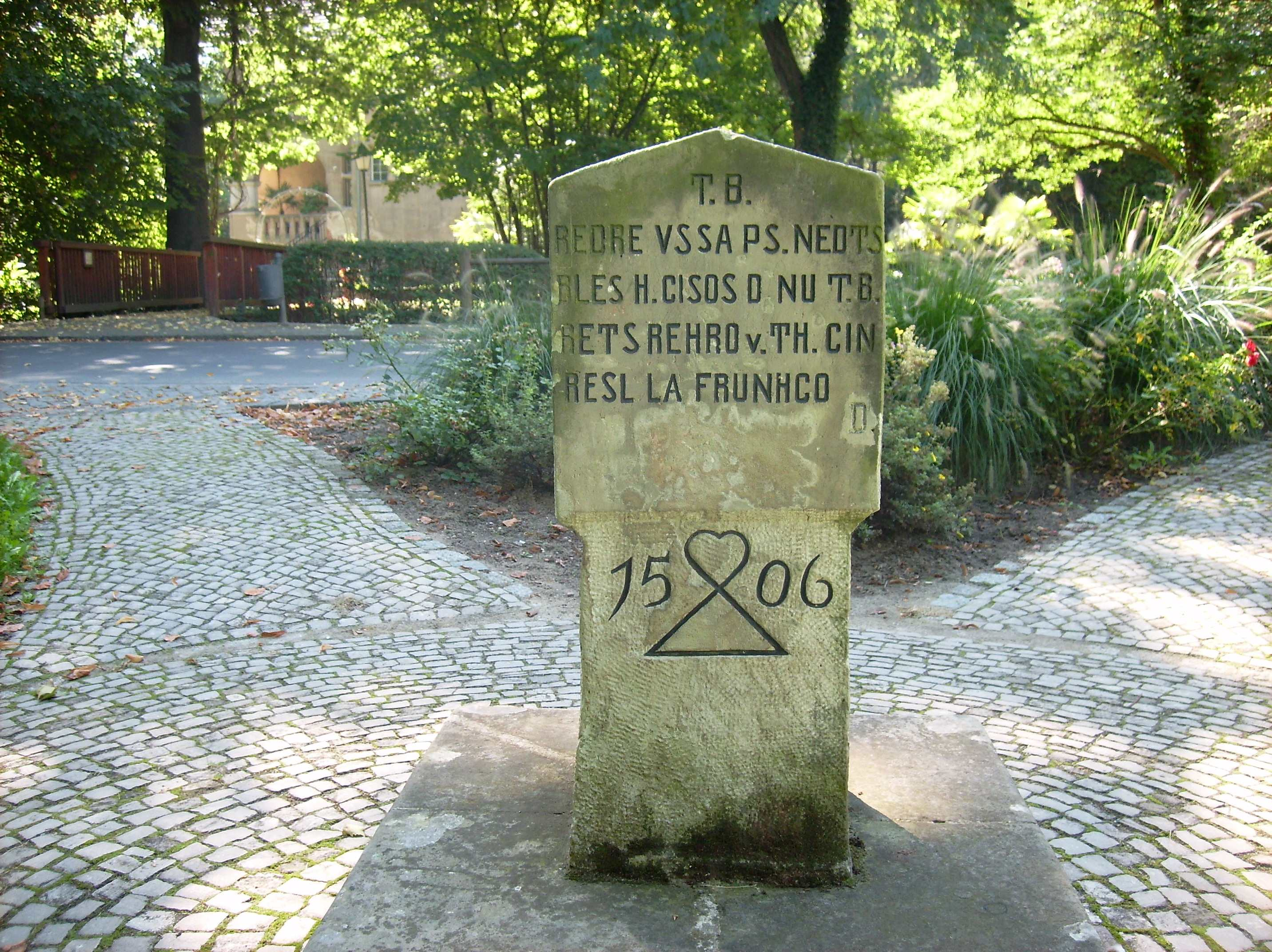
Wunderstein

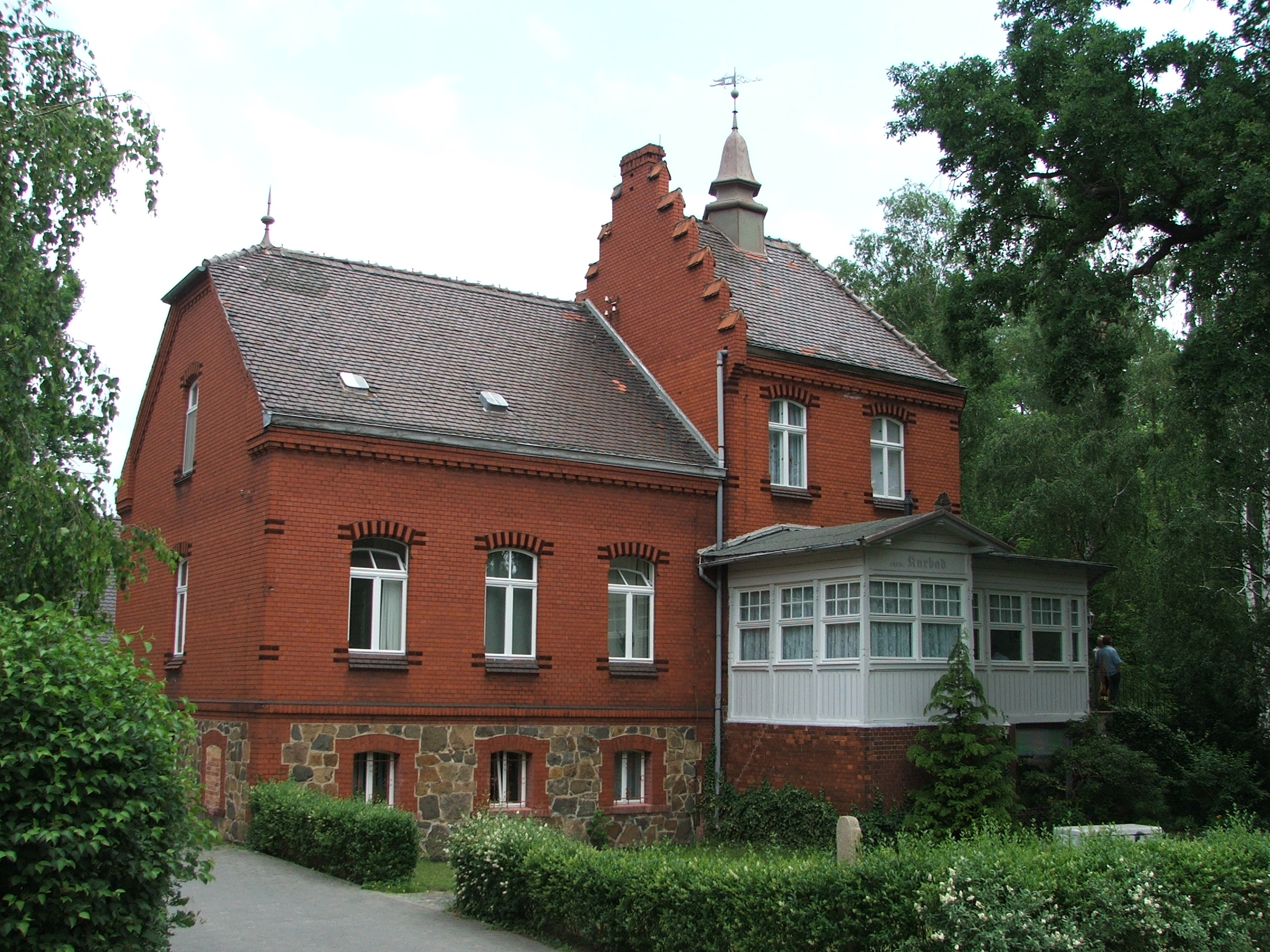
Altes Kurhaus

- St. Marienkirche mit wertvollen Deckenmalereien und restaurierter Orgel
- Katholische Kirche
- Apostolische Kirche
- St. Katharinenkirche
- Altherzberger Dorfkirche
- Rathaus
- Germania, auch „Eiserne Lady“ genannt
- Philipp-Melanchthon-Gymnasium
- Wasserturm mit Sternwarte
- Zeiss-Planetarium
- Stadtpark mit Wunderstein und Boldedenkmal
- Botanischer Garten und Villa Marx
- Park und Schloss Grochwitz
- Freiwillige Feuerwehr
- Historischer Stadtkern

### Parks
- Botanischer Garten
- Tierpark
- Stadtpark
- Touristisch ist der in der Nähe liegende Naturpark Niederlausitzer Heidelandschaft von Interesse. Herzberg ist Ausgangspunkt und Ziel von Radwanderungen.

### Regelmäßige Veranstaltungen
Jedes Jahr am ersten Maiwochenende findet das „Herzberger Tierparkfest“ statt. Jeweils im September treffen sich unweit der Stadt hunderte Astronomiebegeisterte mit ihren Fernrohren zum „Herzberger Teleskoptreffen“. Seit 2011 ist der Botanische Garten am Pfingstsonntag Veranstaltungsort des Pfingstrock Open Airs, bei dem bekannte nationale und internationale Künstler auftreten.

## Wirtschaft und Infrastruktur

### Mittelzentrum
Im Landesentwicklungsplan Berlin-Brandenburg vom 31. März 2009 wurde Herzberg mit dem Umland als eigenes Mittelzentrum festgelegt. Die beiden anderen Zentren des Landkreises sind Finsterwalde und Elsterwerda/Bad Liebenwerda in Funktionsteilung.

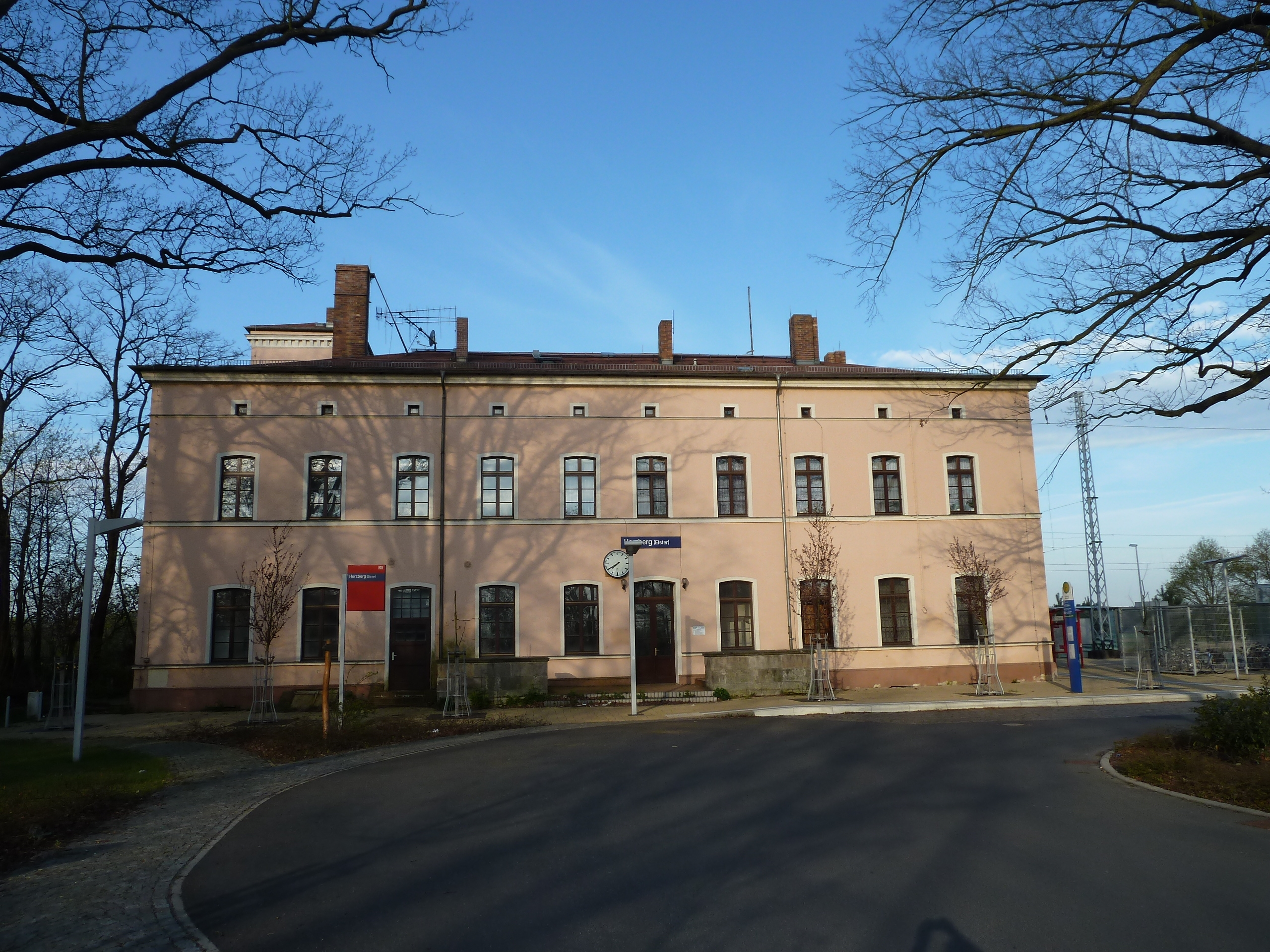
Bahnhof Herzberg (Elster)

### Verkehr
Der etwa zwei Kilometer vom Zentrum entfernte Bahnhof Herzberg (Elster) (ehemals Herzberg (Elster) West) liegt an der Bahnstrecke Jüterbog–Röderau und wird zweistündlich durch die Regional-Express-Linie RE 4 Rathenow–Berlin–Falkenberg (Elster) bedient.
Daneben gab es noch den Bahnhof Herzberg (Elster) Stadt an der Bahnstrecke Falkenberg–Beeskow. Der Personenverkehr wurde 1998 eingestellt, jedoch verkehrten hier von 2006 bis 2008 im Sommerhalbjahr der Elbe-Spreewald-Kurier sowie der Elbe-Elster-Express der Privatbahn Deutsche Regionaleisenbahn.
Der öffentliche Personennahverkehr wird unter anderem durch den PlusBus und TaktBus des Verkehrsverbund Berlin-Brandenburg erbracht. Folgende Verbindungen führen, betrieben von der VerkehrsManagement Elbe-Elster, ab Herzberg:
- Linie 520: Herzberg ↔ Gräfendorf ↔ Großrössen ↔ Falkenberg
- Linie 527: Herzberg ↔ Buckau ↔ Fermerswalde ↔ Beilrode ↔ Torgau
- Linie 544: Herzberg ↔ Schlieben ↔ Trebbus ↔ Werenzhain ↔ Doberlug-Kirchhain

Herzberg ist Kreuzungspunkt der Bundesstraßen B 87 Torgau–Luckau und B 101 Jüterbog–Bad Liebenwerda.

### Sport

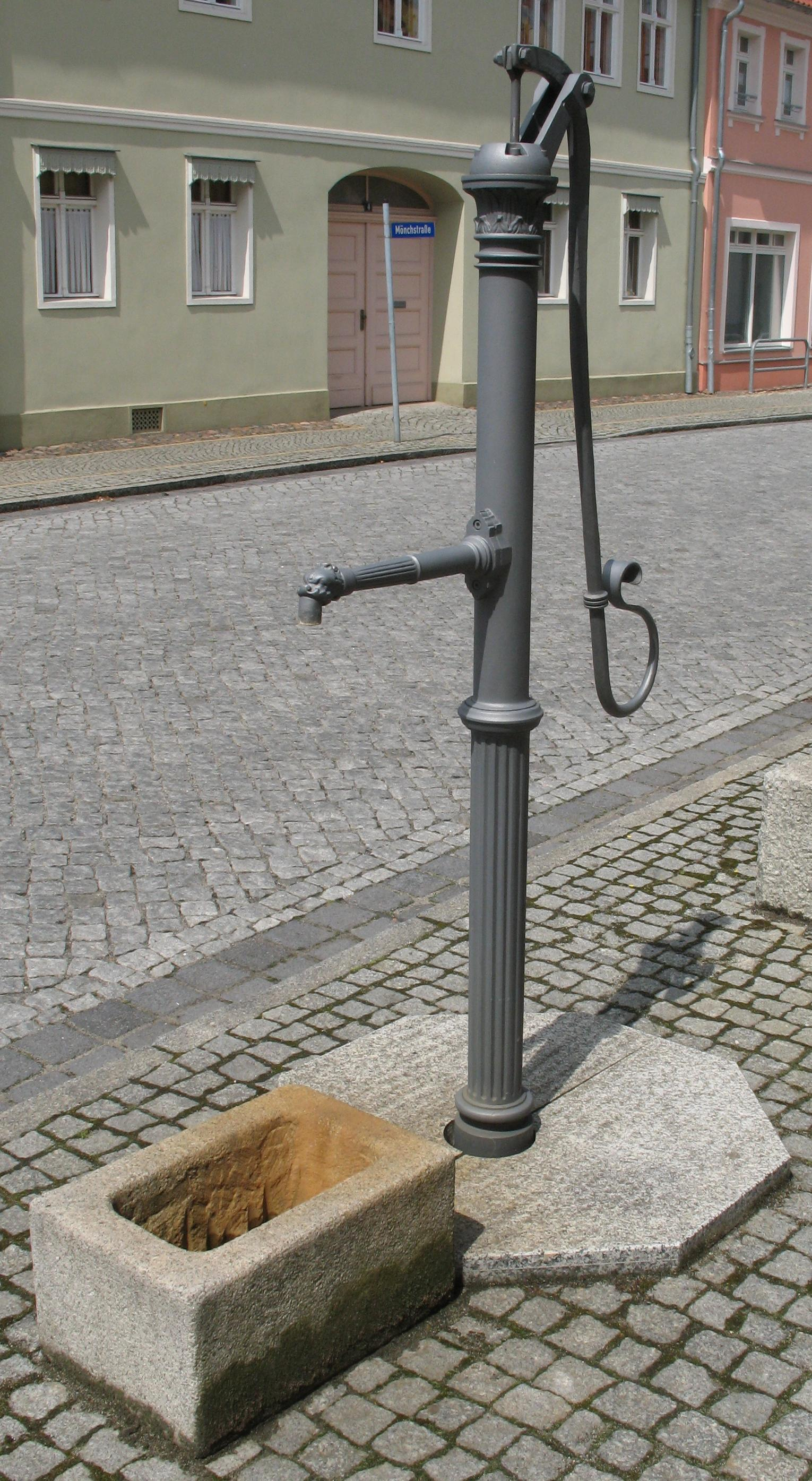
Schwengelpumpe

- Städtisches Schwimmbad
- Fußballverein (VfB Herzberg 68)
- Handballverein (SV Herzberg)

## Persönlichkeiten

### Ehrenbürger
- 2009, 16. Juli: Horst Gutsche (* 1936), verliehen für seine regionalgeschichtlichen Veröffentlichungen, insbesondere auf münzwissenschaftlichem Gebiet[17]
- 2009, 16. Juli: Helmut Knuppe (1924–2012), verliehen für seine regionalgeschichtlichen Veröffentlichungen[17]
- 2009, 16. Juli: Jules August Schröder (* 1934), Kommunalpolitiker in Büdingen, verliehen für seine Unterstützung bei der Ausbildung Herzberger Jugendlicher in Büdingen nach der Wende[17]
- 2009, 16. Juli: Paul Sellmann (1933–2021), Politiker (CDU) aus Höxter, verliehen für sein Engagement beim Neuaufbau der Verwaltung nach der Wende und seinen Einsatz für den Neubau des Kreiskrankenhauses[17]

### Söhne und Töchter der Stadt

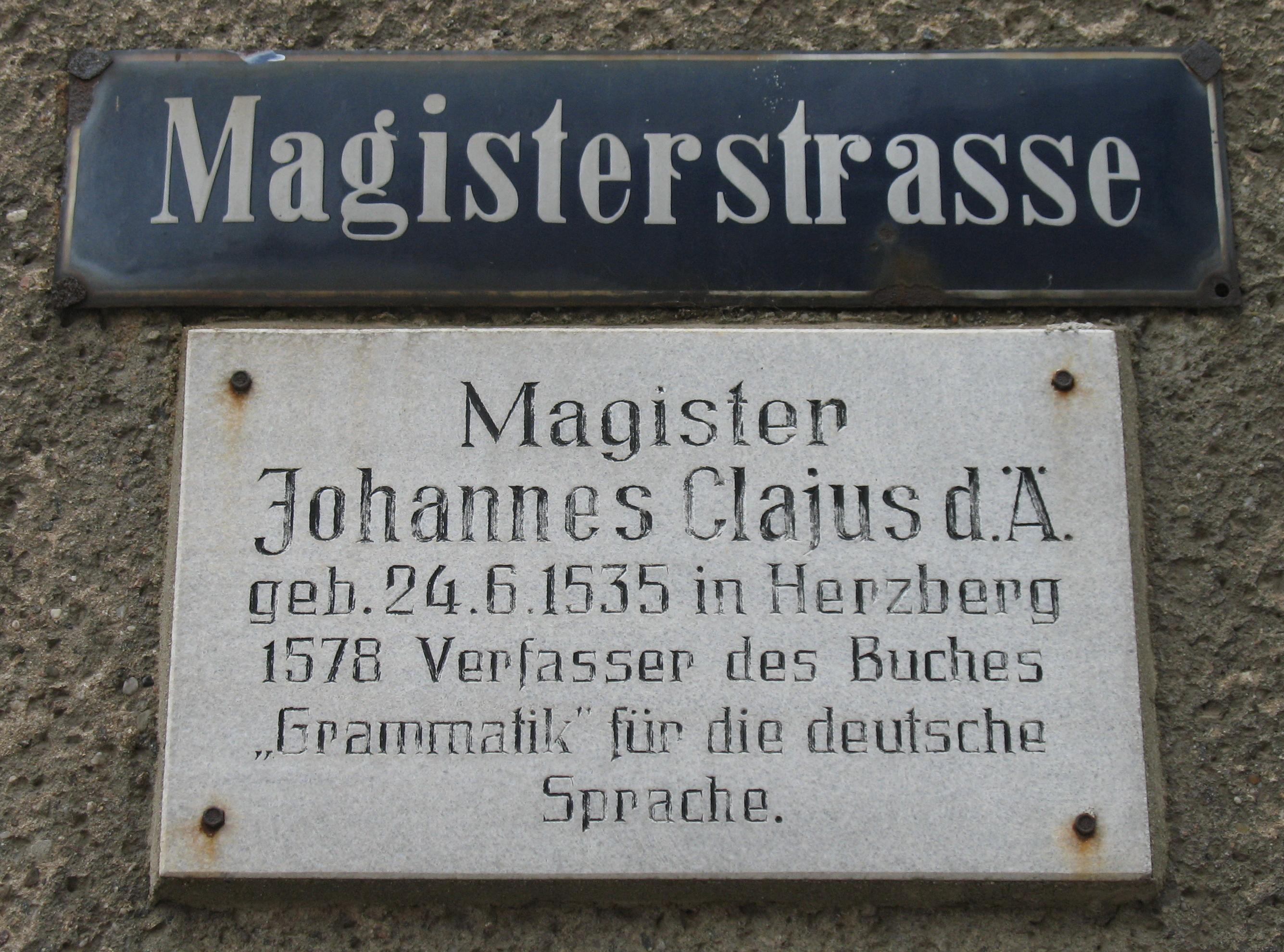
Clajus-Gedenktafel in der „Magisterstraße“

- Johannes Clajus (1535–1592), evangelischer Theologe, Schöpfer der modernen deutschen Grammatik
- Andreas Hartmann (1560–1593), Dramatiker[18]
- Philipp Müller (1585–1659), Physiker, Mathematiker, Mediziner und Hochschulrektor
- Georg Christian Schemelli (1676/1680–1762), Kantor, Verfasser eines Gesangbuches
- Georg Leberecht von Wilcke (1699–1761), Hofrat, Archivar
- Johann Gottlieb Drasdo (1753–1819), lutherischer Theologe
- Christian Adolf von Roebel (1772–1848), Gutsherr und preußischer Generalmajor
- Carl Immanuel Gerhardt (1816–1899), Mathematiker
- Louise von François (1817–1893), Schriftstellerin
- Karl Gustav Heiland (1817–1868), Altphilologe
- Wilhelm von Livonius (1840–1905), preußischer Offizier
- Richard von Funck (1841–1906), preußischer General der Infanterie
- Anna Glaß (Pseudonym Anna Fischer-Löher) (1857–1897), Schriftstellerin[19]
- Karl Michaelis (1868–?), Schriftsteller[20]
- Hugo Kaiser (1869–?), Schriftsteller[21]
- Werner Janensch (1878–1969), Paläontologe und Geologe
- Hugo Haehn (1880–1957), Gärungschemiker und Brauwissenschaftler
- Eugen Rahnenführer (1886–1958), Arzt und Numismatiker
- Heinz Plavius (1929–1985), Germanist
- Wolfgang Arendt (* 1950), Mathematiker
- Siegfried Kasparick (1955–2016), evangelischer Theologe
- Frank Kutzsch (* 1956), Kraftsportler
- Iris Schülzke (* 1959), Politikerin (parteilos)
- Steffen Zesner (* 1967), Schwimmer
- Lars Lindemann (* 1971), Rechtsanwalt und Politiker (FDP), Mitglied des Deutschen Bundestages
- Susann Blum (* 1981), Journalistin und Fernsehmoderatorin

### Mit Herzberg verbundene Persönlichkeiten

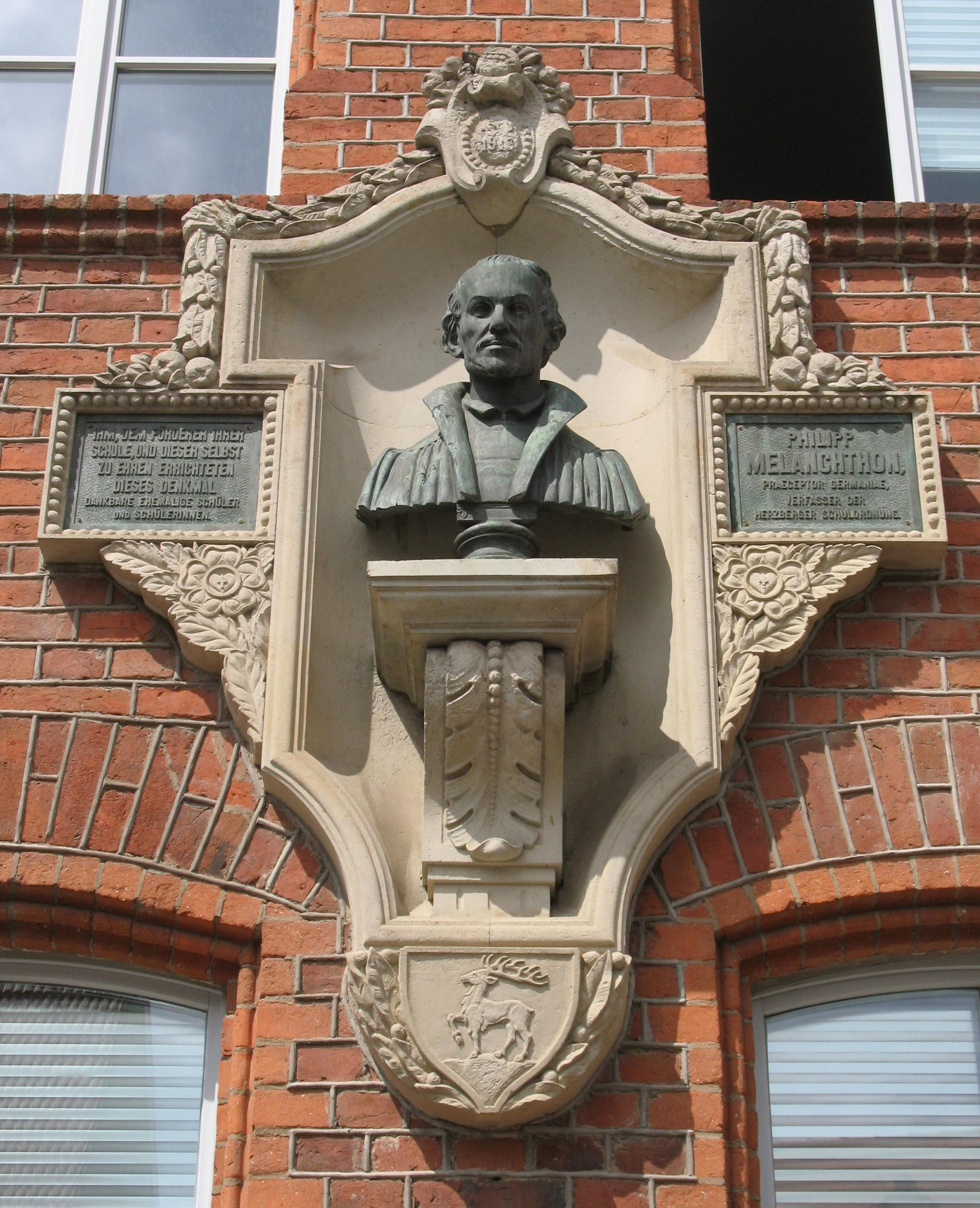
Melanchthon-Büste

- Philipp Melanchthon (1497–1560), evangelischer Reformator, 1538 Verfasser der ersten Schulordnung für das Lateingymnasium in Herzberg
- Christoph Schlegel (1613–1678), Superintendent 1660 bis 1662
- Johann Michael Strauß (1628–1692), Superintendent 1663 bis 1668
- Adam Herold (1659–1711), Superintendent 1689 bis 1692
- Traugott August Seyffarth (1762–1831), Superintendent 1809 bis 1812
- Friedrich August Moschütz (um 1805–nach 1869), Orgelbauer in Herzberg von 1834 bis 1869
- Karl Pallas (1860–1933), Pfarrer und Heimatforscher; wirkte 1887 bis 1913 in Herzberg
- Otto Böhme (1876–1956), nahm die Dienstgeschäfte des Landrats von 1939 bis 1945 in Herzberg wahr
- Norbert Hering (1907–1991), Landrat 1942 bis 1945